# Tripyloides acherusius
Tripyloides acherusius är en rundmaskart. Tripyloides acherusius ingår i släktet Tripyloides, och familjen Tripyloididae. Arten är reproducerande i Sverige.